# Anchorman 2: The Legend Continues
Anchorman 2: The Legend Continues (bra: Tudo por um Furo; prt: Que Se Lixem as Notícias) é um filme estadunidense de 2013 do gênero comédia, dirigido por Adam McKay, com roteiro dele e de Will Ferrell.
Trata-se da sequência de Anchorman: The Legend of Ron Burgundy. Will Ferrell, Steve Carell, Paul Rudd, David Koechner, Christina Applegate, Vince Vaughn, Fred Willard, Chris Parnell e Luke Wilson reprisam seus papéis do primeiro filme.
O filme marcou uma mudança na história do cinema da Paramount quando se tornou o primeiro grande estúdio a distribuir filmes aos cinemas em formato digital, eliminando filme de 35 mm totalmente. Anchorman 2 foi a última produção da Paramount para incluir uma versão do filme de 35mm.

## Sinopse
Após a década de 1970 trazer prosperidade para a equipe de reportagem da Channel 4, o grupo se desfaz e atinge o fundo do poço, até que um canal de notícias 24 horas está sendo montado e o grupo é recrutado para se juntar ao canal.

## Elenco
- Will Ferrell como Ron Burgundy
- Steve Carell como Brick Tamland
- Paul Rudd como Brian Fantana
- David Koechner como Champ Kind
- Christina Applegate como Veronica Corningstone-Burgundy
- Chris Parnell como Garth Holliday
- Luke Wilson como Frank Vitchard
- Vince Vaughn como Wes Mantooth
- Fred Willard como Edward "Ed" Harken, o diretor de notícias da KVWN.
- Kristen Wiig como Chani, amante de Brick
- James Marsden[8] como Jack Lime
- Meagan Good[9] como Linda Jackson
- Harrison Ford[10] como Mack Harken[11]
- Dylan Baker[9] como Freddie Shapp
- Greg Kinnear[12] como Gary[11]
- Josh Lawson[12] como Kench Alleby

Aparições:
- Will Smith[13] como um âncora da ESPN
- Nicole Kidman[14]
- Jim Carrey[8] como um âncora canadense (lado inglês)
- Marion Cotillard como uma âncora canadense (lado francês)
- Sacha Baron Cohen[15] como um âncora da BBC
- Drake[16] como um fã de Ron Burgundy
- Kirsten Dunst[8] como El Trousias
- Tina Fey[15] como uma repórter do E! Entertainment Television
- Liam Neeson[8] como um apresentador do History Channel
- Amy Poehler[15] como uma repórter do E! Entertainment Television
- John C. Reilly[8] como o fantasma de Stonewall Jackson
- Kanye West[8] como um correspondente da MTV
- Green Day[17]
  - Billie Joe Armstrong
  - Mike Dirnt
  - Tré Cool

## Produção
Este é o primeiro filme da série a ser lançado pela Paramount Pictures, que adquiriu do catálogo da DreamWorks em 2006 (e de propriedade do próprio estúdio até 2008), incluindo a propriedade do primeiro filme e outros filmes da DreamWorks que foram feitas antes da fusão com a Paramount. Em maio de 2008, Adam McKay disse que ele e Will Ferrell tinha falado sobre o desejo de fazer uma sequência de Anchorman, dizendo: "Eu estou olhando para fazer um outro filme, eu poderia fazer este outro filme chamado Canal 3 Bilhões que é uma espécie de presente de ficção científica/Tipo comédia do Brasil. Então, depois disso, Will e eu somos como vamos fazer Anchorman 2...então você está falando como 2 anos talvez nós vamos fazê-lo. Mas vamos fazê-lo, com certeza". Em 23 de julho de 2008, Adam McKay anunciou que ele e Will Ferrell tinham começado a trabalhar na sequência. Em 29 de abril de 2010, McKay twittou que a Paramount Pictures havia recusado uma proposta para a sequência, mesmo depois de McKay lhes tinha dito que Ferrell, Carell e Rudd levariam cortes salariais, afirmando: "Bem chateado. Paramount basicamente repassou Anchorman 2. Mesmo depois de cortar nosso orçamento baixo. Tentamos".

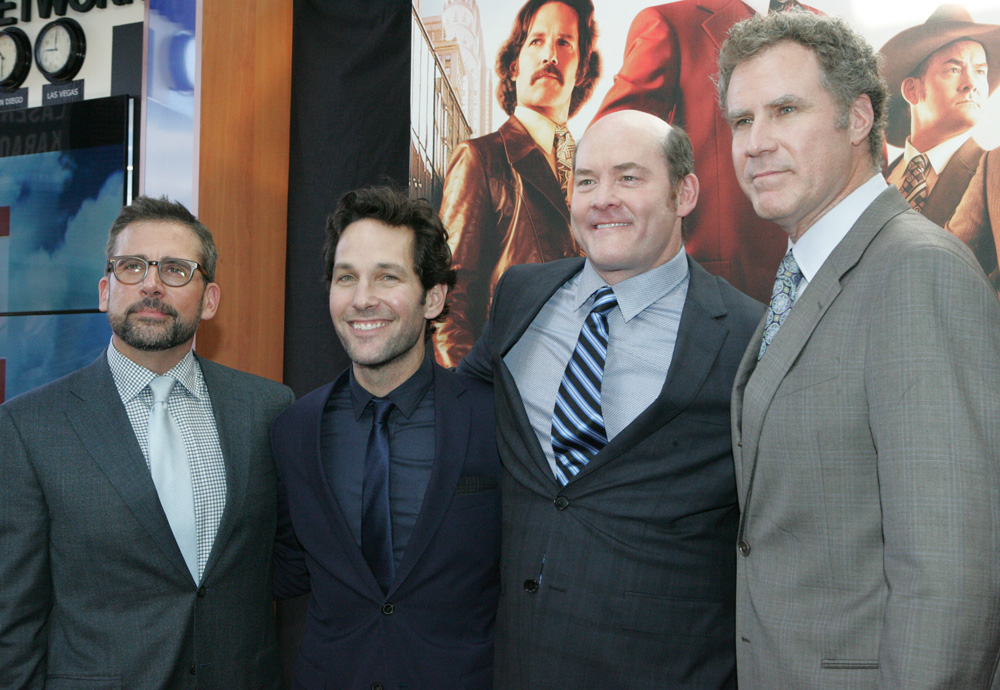
Os membros do elenco do filme na estreia na Austrália em novembro de 2013

Em 30 de abril de 2011, Ferrell declarou publicamente que a Paramoun , que detém os direitos de Achorman, decidiu contra a ideia de uma sequência, afirmando que "Nós funcionamos com números e não é uma boa opção". Em maio de 2010, em uma entrevista com o Entertainment Weekly Ferrell falou sobre Paramount passando sobre o filme, dizendo: "Bem, você sabe, sim, é um pouco peculiar por um lado, [estávamos] sendo pedidos para fazer uma sequência para um período tão longo. E, então, finalmente, veio com um conceito que nós gostamos, conversamos com todos os caras, e todo mundo estava pronto para isso. E depois de obter a reação que temos, sim, é um pouco confuso para nós. Mas você sabe o quê? é também o seu dinheiro. Começam a fazer ou não fazer o que quiserem. Então, vamos ver. Nós ainda estamos indo para trás e para frente. Talvez haja uma solução. Ou, sei que em falar com Adam, se isso nunca acontece, então isso nunca acontece. E isso é bom, também. então nós vamos ver". Em 28 de março de 2012, a Paramount Pictures concordou com Adam McKay para fazer uma sequência do primeiro filme Anchorman.
Em uma entrevista em abril de 2012, o diretor Adam McKay disse que o roteiro foi um trabalho em andamento, e a história pode incluir uma batalha de custódia e boliche. Em uma entrevista em maio de 2012, ele foi citado como dizendo que nada foi definido. A história é movida a partir de San Diego para Nova York, no início da era do canal de notícias na década de 1980.
Em um evento de caridade em maio de 2012, Will Ferrell confirmou que a escrita do roteiro tinha começado e que as filmagens começariam por volta de fevereiro de 2013, confirmando que o filme vai ser lançado possivelmente em algum momento entre 2013 e final do Natal de 2013. Em agosto de 2012, Vince Vaughn confirmou que Wes Mantooth iria aparecer de fato no filme, e até mesmo insinuou a possível aparição da mãe de Wes Mantooth, Dorothy, que foi mencionada no primeiro filme. Ele manifestou interesse em Angela Lansbury fazendo o papel. Em 19 de dezembro de 2012, foi anunciado que o filme seria lançado em 20 de dezembro de 2013. O diretor Adam McKay confirmado em fevereiro de 2013, que a atriz Kristen Wiig ingressou no elenco.
As filmagens começaram em março de 2013. Em 4 de março de 2013, o ator Harrison Ford foi flagrado no set com Will Ferrell. Algumas filmagens ocorreram em St. Simons, Geórgia, a partir de 22 de abril de 2013, através de 8 de maio de 2013. Crews construíu um farol simuladu e filmou uma cena de tubarão. As filmagens ocorreram em Atlanta, Geórgia, em substituição de New York City. As filmagens estavam marcadas para San Diego no final de maio de 2013 (24 de maio no SeaWorld San Diego). Houve uma chamada de elenco em San Diego em 11 de maio de 2013. Algumas gravações foram feitas no Liberty State Park, em Jersey City, Nova Jersey, em maio de 2013. Em 27 de novembro de 2013, Paramount Pictures mudou a data de lançamento até dois dias a partir de 20 dezembro de 2013, a quarta-feira, 18 dezembro de 2013.

## Marketing
Em 28 de março de 2012, o ator Will Ferrell anunciou oficialmente a sequência vestida de personagem como Ron Burgundy na late-night talk-show de Conan. Um teaser trailer foi filmado cerca de uma semana depois do anúncio de Ferrell. O teaser trailer, com Ferrell, Rudd, Koechner e Carell, que estreou em 16 de maio de 2012, em frente ao filme o O Ditador. Uma versão online o trailer estreou em 21 de maio de 2012 sobre o site FunnyOrDie.com. O terceiro teaser trailer foi lançado no YouTube em 18 de maio de 2013, com o filme renomeado como Anchorman 2: The Legend Continues, acrescentando o número 2 ao título. O primeiro trailer completo foi lançado em 19 de junho de 2013. Um segundo trailer foi lançado em 23 de outubro de 2013 e foi anexado ao Jackass Presents: Bad Grandpa.
Em 5 de junho de 2013 o Newseum, em Washington D.C., em colaboração com a Paramount, abriu uma exposição relativa à continuação, incluindo adereços dos filmes. Em outubro de 2013, a Chrysler Group LLC promoveu o filme com uma série de comerciais com Ron Burgundy e do Dodge Durango. Em 22 de outubro de 2013, foi anunciado Ben & Jerry's iria lançar uma edição limitada de sorvete sabor na promoção do filme chamado de Ron Burgundy’s Scotchy Scotch Scotch.
Em 10 de novembro de 2013, Will Ferrell anunciou que Kanye West e Paul Rudd estavam trabalhando em um álbum de Anchorman afirmando: "Ele está fazendo um álbum com Paul Rudd - que eu não deveria ter dito, afinal é lá fora, eu acho que eles estavam apenas comparando notas e estabelece algumas faixas, como se diz na biz. Rudd está fazendo todos os ganchos. Isso é um grande negócio. Ouvi o álbum terrível, por sinal. Awful". Em 19 de novembro de 2013, um livro autobiográfico chamado Let Me Off at the Top!: My Classy Life and Other Musings foi lançado por Will Ferrell sob o nome de Ron Burgundy. Em 25 de novembro de 2013, a Paramount Pictures lançou Anchorman 2: Scotchy Scotch Toss  jogo para a Apple dispositivos móveis.
Em 30 de novembro de 2013, Ferrell co-ancorou um noticiário em Bismarck, da KXMB-TV, afiliada da CBS da Dakota do Norte em caráter de Ron Burgundy. No dia seguinte, ele fez uma aparição na cobertura do The Sports Network da equipe olîmpica de curling canandense de Winnipeg, Manitoba Em 4 de dezembro de 2013, Emerson College chamado sua Escola de Comunicação de "Ron Burgundy School of Communication" por um dia. Em 4 de dezembro de 2013, foi anunciado que Ferrell estava programado para aparecer no SportsCenter em 5 de dezembro de 2013, em caráter de Ron Burgundy , mas foi cancelada em função de uma coletiva de imprensa sobre acusações de agressão sexual contra quarterback Jameis Winston.

## Possível sequência
Em 13 de novembro de 2013, Will Ferrell falou com o E! Online sobre a possibilidade de um terceiro filme Anchorman afirmando: "Tenho certeza de que o faria, mas eu não sei. Só queremos ver o que acontece com um presente e nós vamos sentar e avaliar tudo isso. Agora, nós estamos apenas desfrutar desta viagem."